# -에이트
-에이트(영어: -ate)는 카복실산으로부터 형성되는 화합물의 이름을 만들기 위해 유기화학에서 사용되는 IUPAC 명명법의 접미사이다. 다음과 같이 2가지 유형이 있다.
- –COOH의 수소 원자를 다른 라디칼(보통 에스터를 형성하는 알킬 라디칼 또는 아릴 라디칼)로 대체하여 형성된다. 예를 들어 벤조산 메틸은 구조가 C6H5–CO–O–CH3인 분자 화합물이며, 축약된 구조식은 일반적으로 C6H5COOCH3로 표기된다.
- –COOH에서 수소 원자가 제거되어 형성되는 음이온이 양이온과 결합하여 염을 형성한다. 예를 들어 벤조산 나트륨은 구조가 C6H5–CO–O− Na+인 이온성 화합물이며, 축약된 구조식은 일반적으로 C6H5CO2Na으로 표기된다.

이 접미사는 "-산(-ic acid)"에서 유래되었다.
접미사 "-에이트(-ate)"로 명명된 화합물의 가장 일반적인 예는 아세트산 에틸(CH
3COOCH
2CH
3)과 같은 에스터이다.

## 같이 보기
- -알
- -올
- -온
- -오스

## 참고 문헌
- International Union of Pure and Applied Chemistry Organic Chemistry Division Commission on Nomenclature of Organic Chemistry (1995).  Panico, Robert; Powell, Warren H.; Richer, Jean-Claude, 편집. 《A Guide to IUPAC Nomenclature of Organic Compounds: Recommendations 1993 (including revisions, published and hitherto unpublished, to the 1979 edition of Nomenclature of Organic Chemistry)》 2판. Oxford: Blackwell Scientific Publications. ISBN 9780632034888.
- International Union of Pure and Applied Chemistry Division of Chemical Nomenclature and Structure Representation (2014).  Favre, Henri A.; Powell, Warren H., 편집. 《Nomenclature of Organic Chemistry: IUPAC Recommendations and Preferred Names 2013》. Cambridge: Royal Society of Chemistry. doi:10.1039/9781849733069. ISBN 978-1-84973-306-9.